# Tarin sombre
Spinus atriceps
Espèce
Statut de conservation UICN

 LC  : Préoccupation mineure
Le Tarin sombre (Spinus atriceps, anciennement Carduelis atriceps) est une espèce de passereaux appartenant à la famille des Fringillidae.

## Variations du plumage
Certains mâles présentent une plus grande étendue de noir sur la tête. Il est probable que cette variation soit liée au statut social, comme c’est le cas chez le tarin des aulnes avec l’étendue du noir sur la bavette. Par ailleurs, ce ne sont pas forcément les oiseaux les plus âgés qui arborent le plus de noir mais bien les sujets dominants (Ottaviani 2011).

## Habitat
Le tarin à calotte noire (ou tarin sombre) est inféodé aux zones ouvertes ou semi-ouvertes de montagne en terrain humide ou semi-humide. Il fréquente les bosquets d’arbres feuillus et de conifères, les boisements mixtes de chênes et de pins, les formations d’aulnes le long des cours d’eau et les bois de conifères donnant sur des champs et des pâturages ainsi que les abords des cultures (Land 1970, Peterson & Chalif 1973, Howell & Webb 1995).

## Alimentation
Cet oiseau se nourrit dans la végétation basse ou dans les arbres, de graines de différentes plantes dont une sauge Salvia sp. (Land, 1970). Une autre plante a été répertoriée, par Ottaviani (2011), il s’agit d’un cirse, peut-être Cirsium radians, une astéracée.

## Mœurs
Il se tient en couples ou en petits groupes (Land, 1970) et se déplace de façon erratique dans les zones boisées ouvertes (Eisermann & Schulz 2005), pouvant former des groupes de plus de 30 oiseaux (Howell & Webb 1995). Ottaviani (2011) rapporte le cas d’une immense troupe de plusieurs centaines d’individus observée par Jason Berry sur la face nord de Siete Orejas Volcano à proximité de Quetzaltenango et Santa Maria Volcano à 2 600 m d’altitude.

## Voix
L’appel est décrit comme un trille montant et bourdonnant zree-ee-ee et le chant comme une série de  gazouillis vibrants rappelant ceux du tarin des pins chè-chè-chè ou djeeerrr-djeeerrr  (Land 1970). Une séquence audio, extraite du site Internet Xeno-canto et enregistrée en mars 2008 par Jesse Fagan à Fuentes Georginas au Guatemala, fait entendre une série de cris, aigres et aigus, très proches de ceux des tarins des aulnes et des pins.